# Llana de vidre
|  | No s'ha de confondre amb Llana de roca o Fibra de vidre. |

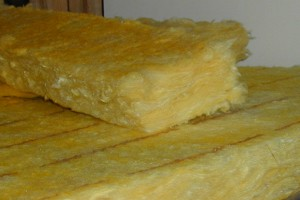
Llana de vidre per aïllaments

La llana de vidre és una fibra mineral fabricada amb milions de filaments de vidre units amb un aglutinant. L'espai lliure amb aire atrapat entre les fibres augmenten la resistència a la transmissió de calor, amb fibres curtes desordenades de 2 a 3 micres de diàmetre, normalment de color groc, que és més aviat aspre i punxent, obtinguda a partir l'US.patent 2133235, que cal no confondre amb la fibra de vidre que és d'un color blanquinós, flexible, lluent, i té un tacte sedós quan es presenta en feixos ordenats, que és un altre producte pertanyent a una patent diferent. És molt bon aïllant tèrmic i de l'electricitat i és difícilment inflamable. Normalment, s'utilitza com a aïllant tèrmic i acústic.

## Procés de fabricació
Es comença fonent a una temperatura de 1450 °C una mescla de sorra natural, additius i vidre reciclat. El vidre així obtingut és convertit en fibres. Per a això es recorre a un mètode d'alta velocitat similar a l'utilitzat per fabricar cotó de sucre, forçant-ho a través d'una reixeta fina mitjançant una força centrífuga, refredant-se en entrar en contacte amb l'aire. La cohesió i resistència mecànica del producte s'obté ruixant als milions de filaments amb una solució aglutinant que adhereix a les fibres entre si. La massa de fibres embegudes en l'aglutinant és escalfada a una temperatura d'uns 200 °C per polimerizar la resina i és guarida per donar-li resistència i estabilitat. L'etapa final comprèn el tall de la llana i l'empacat en rotllos o panells a alta pressió previ a paletizar el producte acabat, per facilitar el seu transport i emmagatzematge.

## Aplicacions en construcció

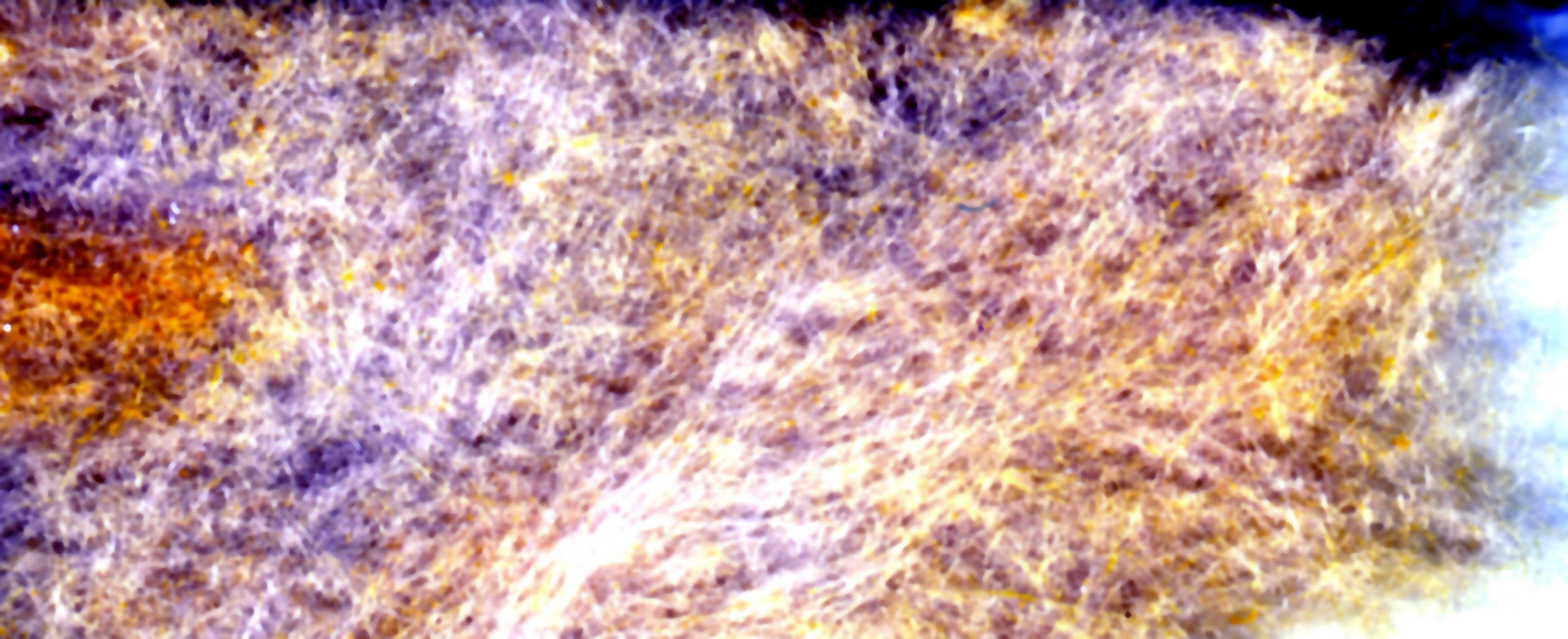
Llana de vidre emprada com a aïllant en un sostre

Aplicacions en edificació residencial:
- Tancaments verticals
- Coberta inclinada
- Divisòries interiors i sostres
- Conductes d'aire condicionat
- Aïllament acústic per a sòls
- Aïllament acústic per a falsos sostres

Aplicacions en edificació industrial:
- Cobertes i façanes de doble xapa metàl·lica
- Divisions interiors
- Aïllament de sostres
- Conductes d'aire condicionat
- Aïllament de conductes d'aire condicionat

## Característiques
La llana de vidre és un material aïllant tèrmic i acústic summament eficient i de fàcil maneig. El material posseeix una molt bona relació resistència tèrmica / preu, sent un material molt apropiat per aïllaments acústics.
Hi ha una sèrie de detalls importants que predefineixen l'aïllament acústic d'un sistema:
- El material aïllant ha de ser seleccionat per la seva estructura, que és fonamental per al comportament de l'aïllament acústic. Els materials idonis tenen una estructura elàstica.
- La capacitat de l'aïllament per emplenar completament una cavitat té un impacte positiu en el rendiment del sistema. L'ajust correcte de l'aïllament en els llocs on els ponts acústics solen aparèixer.

La llana mineral de vidre presenta el millor equilibri ambiental (respecte a les emissions de CO2). L'avaluació del cicle de vida (ECV) és un procés d'avaluació dels efectes que té un producte sobre el medi ambient durant tota la seva vida útil, augmentant l'eficiència en l'ús de recursos i disminuint les responsabilitats. Es pot utilitzar per estudiar l'impacte mediambiental d'un producte o la funció que ha d'exercir el producte. Habitualment es fa referència a la ECV com una anàlisi "del bressol a la tomba".